# Římskokatolická farnost Vidče
Římskokatolická farnost Vidče je územním společenstvím římských katolíků v rámci děkanátu Valašské Meziříčí olomoucké arcidiecéze s farním kostelem svatých Cyrila a Metoděje.

## Historie
První písemná zmínka o obci Vidče pochází z roku 1310. V 18. století zde vykonávali duchovní správu faráři z Rožnova, kteří měli na starosti rozsáhlé území od Velkých Karlovic přes Bečvy až k okraji Valašského Meziříčí. Za reforem Josefa II. byla ustanovena duchovní správa v Zubří, pod kterou patřila také obec Vidče.  Vidčané chodili do kostela převážně do Zubří. V Zubří také většinou nalézali místo posledního odpočinku. Vhledem k obtížím, které s tím byly spojeny, dospěli občané Vidče na konci 19. století k názoru, že si zřídí hřbitov a postaví kostel. Ten byl postaven v letech 1908 až 1915. Samostatná duchovní správa vznikla roku 1918.

## Duchovní správci
Samostatnou duchovní správu pak měla farnost až do roku 1989, kdy odešel na odpočinek poslední farář P. Ján Dolák. Od roku 1990 je farnost opět spravována ze Zubří. Od července 2016 je administrátorem excurrendo R. D. Mgr. Pavel Hödl.

## Bohoslužby
| Kostel                    | Místo | Bohoslužba (den) | Hodina     | Poznámka     |
| ------------------------- | ----- | ---------------- | ---------- | ------------ |
| svatých Cyrila a Metoděje | Vidče | neděle čtvrtek   | 9.30 17.00 | Farní kostel |

## Aktivity farnosti
Ve farnosti se pravidelně pořádá tříkrálová sbírka. V roce 2017 se při ní vybralo 77 330 korun.  O rok později dosáhl výtěžek sbírky 85 525 korun.
Farnost je zapojena do projektu Adopce na dálku. Při bohoslužbách vystupuje chrámový sbor a schola.